# Plectocomia microstachys
Plectocomia microstachys là loài thực vật có hoa thuộc họ Arecaceae. Loài này được Burret miêu tả khoa học đầu tiên năm 1942.